# Le Révolté (film, 1938)
Pour les articles homonymes, voir Le Révolté.
Pour plus de détails, voir Fiche technique et Distribution.
Le Révolté est un film français réalisé par Léon Mathot et Robert Bibal, sorti en 1938.

## Fiche technique
- Titre : Le Révolté
- Réalisation : Léon Mathot, Robert Bibal
- Scénario : Henri-Georges Clouzot et J. Villard d'après le roman de Maurice Larrouy
- Musique : Wal Berg
- Production : Raymond Borderie, Bernard Natan
- Pays d'origine : France
- Format : Noir et blanc - 1,37:1 - Mono
- Société de production : Compagnie Industrielle et Commerciale Cinématographique (CICC)
- Genre : Film dramatique
- Durée : 105 minutes
- Date de sortie : 1938

## Distribution
- René Dary : Pimaï
- Katia Lova : Marie-Luce
- Pierre Renoir : Capitaine Yorritz
- Aimé Clariond : Commandant Derive
- Marcelle Géniat : La grand-mère
- Jean Buquet : Le petit Jacques
- Lucien Dalsace : Courguin - le second
- Fernand Charpin : Le père de Pimaï
- Pierre Labry : Le quartier-maître
- Jean Témerson : Blotaque
- Lucien Laugier
- Roger Legris
- Marcel Lupovici
- Georges Paulais
- Henri Poupon